# Euplectes orix
Euplectes orix (tên thông thường trong tiếng Anh: "Southern Red Bishop" - Giám mục đỏ phương Nam) là một loài chim thuộc Họ Rồng rộc. Loài này nằm trong chi Euplectes. Nó là loài phổ biến trong các vùng đất ngập nước và đồng cỏ ở châu Phi phía nam của đường xích đạo. Phía bắc của đường xích đạo, nó được thay thế bởi loài E. franciscanus (Northern Red Bishop hay Orange Bishop) trước đây được coi là một phân loài của loài này.
Loài chim này dài 10–11 cm và có mỏ hình nón. Loài này phân bố từ phía bắc Nam Phi Angola, các khu vực miền nam và đông của nước Cộng hoà Dân chủ Congo, Uganda miền nam và tây nam Kenya. Phần lớn là vắng mặt khỏi sa mạc Namib và Kalahari.
Trong mùa sinh sản, nó được tìm thấy gần nước trong cỏ, lau sậy, hoặc các loại cây trồng như mía đường. Bên ngoài mùa sinh sản, nó sẽ tiến vào đồng cỏ khô và môi trường sống hoang mạc.